# Хохлан
Хохлан — озеро в Еткульском районе Челябинской области. Площадь поверхности водного зеркала — 5,4 км². Высота над уровнем моря — 199 м.
Берега поросли камышом и тростником, сильно заболочены. С севера проходит граница между Челябинскими и Курганскими областями. Ближайший населённый пункт Лебедёвка расположен в 3 километрах.
В озере водятся карась и ротан.